# La Milesse
La Milesse é uma comuna francesa na região administrativa do País do Loire, no departamento de Sarthe. Estende-se por uma área de 10.41 km². Em 2010 a comuna tinha 2 674 habitantes (densidade: 256,9 hab./km²).